# صياغة رياضية للنموذج المعياري
تصف هذه المقالة رياضيات النموذج المعياري لفيزياء الجسيمات، وهي نظرية حقل كمومي للمقياس تحتوي على التماثلات الداخلية لجداء الزمر الوحدوية SU(3) × SU(2) × U(1). يُنظر إلى النظرية عمومًا على أنها تصف المجموعة الأساسية من الجسيمات؛ اللبتونات والكواركات والبوزونات العيارية وبوزون هيغز.
النموذج المعياري قابل لإعادة التنظيم ومتسق ذاتيًا رياضيًا، ولكن على الرغم من النجاحات الهائلة والمستمرة في تقديم تنبؤات تجريبية، إلا أنه يترك بعض الظواهر غير المبررة. على وجه الخصوص، على الرغم من دمج فيزياء النسبية الخاصة معه، فإن النسبية العامة ليست كذلك، وسيفشل النموذج المعياري في الطاقات أو المسافات التي يُتوقع ظهور الجرافتون فيها. لذلك، في سياق نظرية الحقل الحديث، يُنظر إليها على أنها نظرية حقل فعال.